# Wilhem de Haan

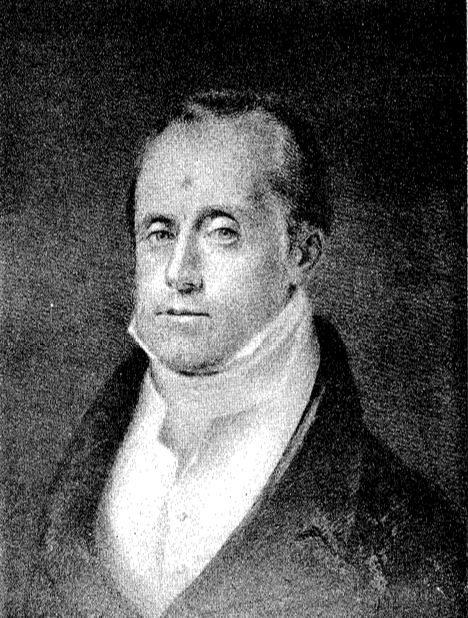
Wilhem de Haan (1801–1855)

Guilielmus Wilhem de Haan (* 7. Februar 1801 in Amsterdam; † 15. April 1855 in Haarlem) war ein niederländischer Zoologe (Entomologe) und Paläontologe.

## Leben
Wilhem de Haan studierte in Leiden, wo er 1821 eine Auszeichnung für eine akademische Preisaufgabe erhielt und 1825 promoviert wurde. Er war ab 1827 der erste Konservator für Wirbellose im Rijksmuseum van Natuurlijke Historie in Leiden (heute „Naturalis“), an dem er ab 1822 war. Er war 1846 zum Rücktritt gezwungen, da er durch eine Wirbelsäulenerkrankung teilweise gelähmt wurde. Er zog 1848 nach Haarlem.
Er befasste sich besonders mit dem Studium der Insekten und Krebstiere. Er beschrieb zahlreiche neue Taxa, mehrere Taxa sind ihm zu Ehren benannt. Insbesondere beschrieb er in seiner Dissertation 1825 auch einige bekannte Ammonitengattungen (Ceratites, Goniatites).
Er war für den Band über Wirbellose von Siebolds Fauna Japonica verantwortlich. Diese wurde 1833 veröffentlicht und machte die japanische Fauna erstmals in der westlichen Welt bekannt. 
1841 heiratete er Sophia Elisabeth van Vollenhoven.

## Erstbeschreibungen
- Gattung Ceratites DE HAAN 1825
- Gattung Goniatites DE HAAN 1825

## Schriften
- Monographiae ammoniteorum et goniatiteorum specimen. Lugduni Batavorum, apud H.W. Hazenberg Jun., 1825
- Memoires sur les metamorphoses des Coléoptères, Paris 1836